# Przymus jednokolorowy
Przymus jednokolorowy – w brydżu nietypowa odmiana przymusu, w której obrońca musi wybrać do zrzutki kartę z tylko jednego koloru.

|   |     | ♠     | D76   |   |       |
| ♥ | -   |       |       |   |       |
| ♦ | -   |       |       |   |       |
| ♣ | 2   |       |       |   |       |
| ♠ | 932 | NW ES | NW ES | ♠ | KW105 |
| ♥ | 2   | NW ES | NW ES | ♥ | -     |
| ♦ | -   | NW ES | NW ES | ♦ | -     |
| ♣ | -   | NW ES | NW ES | ♣ | -     |
|   |     | ♠     | A84   |   |       |
| ♥ | -   |       |       |   |       |
| ♦ | -   |       |       |   |       |
| ♣ | 7   |       |       |   |       |

S rozgrywa 6♣, do tej pory nie stracił żadnej lewy. Zagranie siódemki trefl z ręki stawia E w przymusie jednokolorowym. Jeżeli zrzuci piątkę pik, to w następnej lewie rozgrywający zagra z ręki małego piki dokładając ze stołu szóstkę i E znajdzie się na wpustce. Jeżeli E odblokuje waleta lub dziesiątkę pik starając się uniknąć wpustki, rozgrywający nadal gra z ręki małego pika - jeżeli W zagra dziewiątkę, to rozgrywający gra damę, a jeżeli W przepuści, to rozgrywający podobnie jak w pierwszym wariancie gra z dziadka małego pika.